# Amphipyra effusa
Amphipyra effusa é uma espécie de insetos lepidópteros, mais especificamente de traças, pertencente à família Noctuidae.
A autoridade científica da espécie é Jean-Baptiste Alphonse Dechauffour de BoisduvalBoisduval, tendo sido descrita no ano de 1828.
Trata-se de uma espécie presente no território português.